# Николај Солунски
Николај Солунски ( грч. Νικολαος) је био архиепископ града Солуна из 2. века, поштован као светитељ у православној цркви.

## Биографија
Име Николаја помиње се у Цариградском синаксару без биографских података са датумом прослављања 29. новембра: „Ο οσιος πατηρ ημων Νικολαος αρχιεπις αρχιεπισκρχιεπισκρχιεπισ ιρηνη τελειουται“, (Свети отац наш Николај Архиепископ солунски нека почива у миру). У епископским хронологијама Солунске митрополије, његово епископство је датовано у другу половину 2. века, односно у 160. годину – хронологија коју је предложио митрополит Антим Амасиски без додатних података.